# Chougrane
Chougrane  (in arabo شكران‎?) è un centro abitato e comune rurale del Marocco situato nella provincia di Khouribga, regione di Béni Mellal-Khénifra. Conta una popolazione di 6 864 abitanti (censimento 2014).